# Кыдырбаев Жолон
Жолон Кыдырбаев (1893—1990) — один из активных участников установления Советской власти в Кара-Киргизской (Каракиргизская) автономной области.

## Биография
Родился в 1893 году в селе Гульча Российской империи, позже — Кара-Киргизская (Каракиргизская) автономная область — административно-территориальная единица в составе РСФСР.
- 1917—1919 годы — в городах Бухара и Ташкент, а также в уезде Маргалан участвовал в борьбе с Бухарским ханом.
- 1919—1930 годы — в ряду добровольный армии активно участвовал в установление Советский власти в Ноокате, Чон Алай, Соок, Кызыл-Жар.
- 1933—1935 годы — бригадир в колхозе имени Тельман в селе Гульча.
- 1935—1937 и 1940—1943 годы — начальник фермы в селе Гульча.
- 1937—1940 и 1946—1950 годы — председатель управлении колхоза в селе Гульча.
- 1950—1952 годы — заместитель председателя управлении колхоза в селе Гульча.
- 1955—1960 годы — заместитель председатель колхоза имени Тельмана.

Умер в 1990 году в селе Таш-Короо, Алайского района, Ошской Области.
Был награждён орденами, медалью и именным оружиеми.